# Paul Spatz

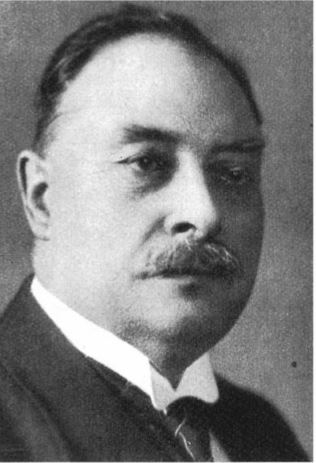
Paul Wilhelm Heinrich Spatz (1865–1942) im Steglitzer Anzeiger 1926

Paul Wilhelm Heinrich Spatz (* 30. November 1865 in Diemitz; † 4. Mai 1942 im Bezirk Schöneberg in Berlin) war ein deutscher Zoologe und Forschungsreisender.

## Leben und Wirken

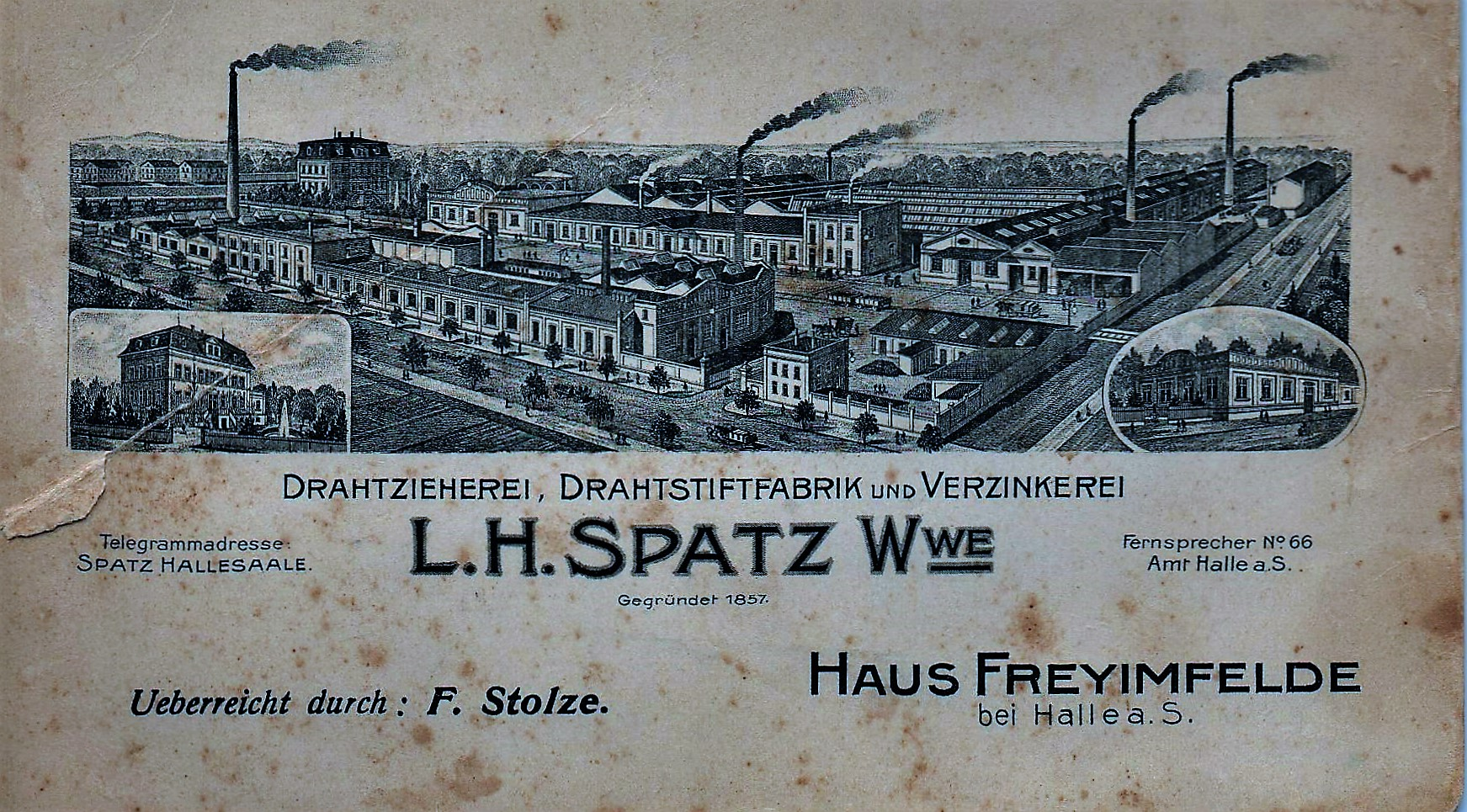
Visitenkarte der Firma seiner Mutter mit dem Geburtshaus von Paul Spatz

Spatz wurde im Haus Freyimfelde in Diemitz geboren, ein Gut, das 1857 in deren Familienbesitz übergegangen war. Sein Vater Leonhard Heinrich Spatz (1828–1877) war Gründer des Unternehmens Leonh. Heinr. Spatz & Co in Freiimfelde. Seine Mutter Marie Auguste Eleonore geb. Daneel (1839–1914) führte das Unternehmen nach dem Tod des Vaters unter dem Namen L. H. Spatz Wwe weiter. Entgegen den damaligen Gepflogenheiten übernahm später nicht der Erstgeborene Paul, sondern dessen Bruder Leonhard Heinrich (Harry) Spatz das elterliche Unternehmen. Paul Spatz war das erste von sechs Geschwistern. Es folgten die Geschwister Walter Hermann Louis (1868–), Victoria Emma Frieda (1870–), Karl Martell (1872–), Leonhard Heinrich (1875–1931) und Eleonore Dorothee (1877–). Am 28. Juli 1888 heiratete Spatz Emma geb. Driehaus (1868–1891), mit der er die Kinder Lilli Marie Emilie (später Kluge) (1889–), Walter Wilhelm Heinrich Spatz (1890–) und Leopold Martell Spatz (1891–1891) hatte. Vermutlich verstarb seine Frau bei der Geburt des Letztgeborenen. Am 19. Juni 1901 ehelichte er Elisabeth Agnes Pauline geb. Mohs in Halle. Aus der zweiten Ehe entstammt der gemeinsame Sohn Richard (1908–). Durch seine Schwester Frieda, die mit Anton Adolf Emil Driehaus (1864–) verheiratet war, und deren gemeinsamen Sohn Harry Werner Driehaus, hatte Spatz verwandtschaftliche Beziehungen in das Unternehmen Ludwig Kathe & Sohn. Sein Neffe war mit Ilse Franziska Berta Kathe verheiratet, die wiederum eine Tochter von Alfred Kathe dem Unternehmenschef war.
Seine Liebe zur Natur und sein Freiheitsdrang führten ihn 1884 erstmals nach Tunesien und Algerien. Beide Länder wurden für Spatz zur zweiten Heimat und er lebte dort viele Jahre bzw. besuchte die Länder in zahlreichen Reisen. Sein fließendes Französisch und Arabisch, gepaart mit einem enormen Wissen über Sitte und Bräuche der einheimischen Bevölkerung, ermöglichte es ihm dort erfolgreich zu arbeiten.
Spatz begann seine berufliche Karriere zunächst mit verschiedenem Handel, doch wandte er sich nach und nach den Naturwissenschaften zu. So führte er jagd- und wissenschaftliche Expeditionen in den Steppen und Wüsten der nördlichen Sahara. Er sammelte vornehmlich zoologische Objekte, aber auch ethnographische und prähistorische Exponate gehörten zu seinen Sammelobjekten. Sein besonderes Interesse galt der Ornithologie.
Mit Alexander Koenig und dessen Frau Margarethe geb. Westphal war er vom 28. Februar bis 28. Mai 1891 in Tunesien auf Sammelreise. Schon 1885 unterstützte er das Ehepaar bei der Vorbereitung einer früheren Expedition.
Carlo von Erlanger erlernte von Spatz bei der Teilnahme an seiner ersten Expedition durch Südtunesien im Jahr 1893 die Techniken des Wüstenreisens. Spatz war Leiter der Expedition. Die Reise führte sie am 8. März 1893 von Gabès nach El Hamma, den Chott el Fedjadj, Kebili nach Douz. Zurück ging ihr Weg über Kebili, das Chott el Djerid nach Gafsa und schließlich über fruchtbare Landschaften, den sogenanntem Seggi, Ende Juni nach Gabès. Spatz selbst kündigte die Reise in Ornithologische Monatsberichte wie folgt an:

„Herr Paul Spatz hat eine neue Sammelreise nach Tunesien angetreten. Zur Zeit in Tunis, beabsichtigt der Reisende von dort sich nach Gabes zu begeben und sodann besonders in den Wüstendistrikten des Inneren von Tunesien zu sammeln. Die Rückkehr ist Ende April oder Anfang Mai geplant. Etwaige besondere Aufträge auf Bälge, Eier und lebende Vögel, welche dem Reisenden nachgesandt werden, sind zu richten an Paul W. H. Spatz in Halle a. S.“

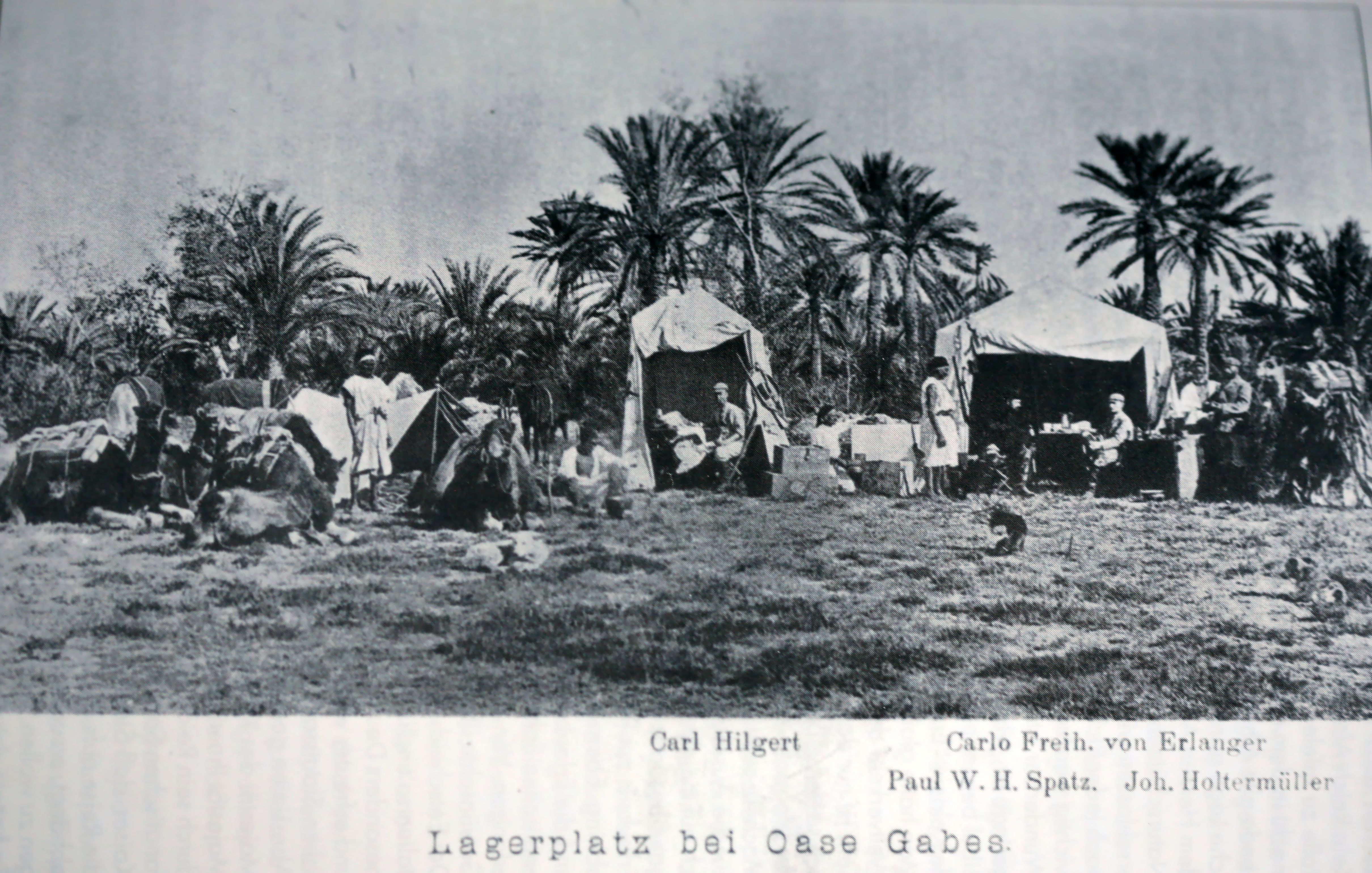
Paul Spatz im rechten Zelt rechts sitzend bei der Oase Gabès

Von Erlanger organisierte 1896 eine weitere Forschungsreise nach Tunesien. Am 30. Oktober erreichte von Erlanger gemeinsam mit seinen Helfern Johann Michael Holtermüller (1865–1931) und Carl Hilgert (1866–1940) Gabès. Hier erwartete Spatz die Gruppe bereits. Von Erlanger schrieb über Spatz:

„Herr Spatz, welcher wohl den meisten Lesern durch seine schon öfters in jenem Lande unternommenen Expeditionen bekannt sein dürfte, spreche ich hier nochmals meinen herzlichsten Dank aus, da ich einen großen Teil des Gelingens meiner Reise seiner, durch langjährigen Aufenthalt in Tunesien gemachten Erfahrungen, als auch intimsten Kenntnis von Land und Leuten zuschreibe. Derselbe verpflichtet mich durch seine Hilfeleistung mit Rat und That zu größtem Dank. Nicht genug, daß er alle erforderlichen Vorbereitungen zur Reise traf, die Anwerbung der Eingeborenen, die Beschaffung der notwendigen Dromedare, Pferde und Esel, sowie der mitzuführenden Konserven besorgte, er stellte mir sogar in freundschaftlicher Weise seine eigenen Zelte zur Verfügung und versah während der Reise selbst das wichtigste Amt eines Dolmetschers“

Die Reise selbst wurde in drei Abschnitten durchgeführt. Ausgangspunkt jeder Etappe war jedes Mal Gabès. Am 3. November 1896 verließ die Gruppe Gabès erstmals. Über die Oase Djara führte sie der Weg nach Ghannouch zum Wadi Akarit. Von hier durchwanderten sie Sabcha-Gebiet bis westlich nach Nadour. Entlang der Küstenufer ging es weiter bis Skhira, von dort nach Mahrès. Eigentlich wollte man am 8. November mit einem Kutter auf die Kneiss-Inseln, doch verhinderte schlechtes Wetter eine Überfahrt. So sammelte man in der Umgebung und konnte das Vorhaben erst am 12. November umsetzen. Die Inseln verließen sie erst wieder am 16. November, um einen Tag später nach Gabès zurückzukehren.
Am 9. Dezember startete die zweite Expedition. Nach dem Überqueren des Djebel-Dahar-Gebirges erreichten sie El Hamma. Später sammelten sie im Wadi und der Gebirgskette des Jabal aţ Ţabaqah. Von Wadi Nachla führte die Route zur Quelle des Nebsch-ed-Dib nach bei Saidane und weiter an die Oase Limaguess. Die Karawane zog weiter zum Gebirgszug Bahir, der die Wasserscheide zwischen dem Chott el Fedjadj und dem Chott el Djerid bei den Oasen der Region Nefzaoua bildete. Nächste Ziele waren Kebili, Jemna und Douz, um von dort in die Sahara weiterzuziehen. Aufgrund starker Regenfälle verweilte die Gruppe in Douz, ehe es nach Aïn Djabar weiterging. Am 24. Dezember rastete die Gruppe in Chadames. Es ging weiter zum Dakamis al Kabir, um die Gebirgskette zu erforschen. Als Nächstes kämpfte man sich beschwerlich über verschiedene Sanddünen bis an den Gur-el-Areif. Zunächst musste die Gruppe im ca. 10 Kilometer entfernten Bir Aouin Wasser auffüllen. Weitere Stationen waren Galb-el-Assued südwestlich von Douiret, Bou Kartouf, das Gebirge Gar-Rham, das Sanger-Tal, die französische Kolonialverwaltungsstadt Tataouine und Medenine. Am 25. Januar 1897 machte Spatz gemeinsam mit Hilgert, von Erlanger und zwei Arabern einen Ausflug an den Djerbel Souenia, der sie in eine kraterähnliche Höhle führte. Über Mareth und Kettana endete schließlich diese Expedition am 27. Januar in Gabès.
Es dauerte bis 22. Februar, ehe sie schließlich zu einer dritten Expedition aufbrachen. Über Oudref schwenkte die Karawane nach Westen Richtung Oglet Telemine. Nach starken Regenfällen überquerten sie verspätet den Fedjadj. Die weitere Reise führte sie über Bir Al Huffay und Bi’r Mehamla, das Seggi, nach Bir Selousa, dem Gebirgspass Bir Mrabat, Gafsa, den 960 Meter hohen Djebel Tfel, zurück nach Gafsa, den Djebel Sidi Ali Ben Aoun, den Djebel Sidi Aich, zurück zum Djebel Sidi Ali Ben, Djebel Guettar, Bou Omrane, den Bir Soelousa, Gafsa, dem französischen Schutzgebiet Ain Draham, Madjen bel Abbès, Fériana, Kasserine, Bi’r Bu Hayyah, Oued Sarath, Souk El Arba. Von hier wollte die Gruppe die Eisenbahn nach Tunis nehmen. Vom 30. Juni bis 6. Juli folgten zunächst Sammelausflüge rund um Souk El Arba. Nachdem Spatz die Lasttiere verkauft hatte, kehrte die Truppe am 7. Juli nach Tunis zurück.
Von La Goulette brachen Spatz, Hilgert, von Erlanger, die Araber Ali und Haffeid am 13. Juli zu einer letzten Bootstour zur Insel Nemoura auf. Während Erlanger mit einigen anderen mit dem Boot die Küste erkundigen wollte, blieben Hilgert und Spatz auf der Insel zurück. Erlanger geriet in einen Sturm und wurde an die tunesische Küste getrieben. So trafen Hilgert und Spatz in großer Sorge erst wieder am 18. Juli in Tunis auf ihren Begleiter und Freund.
In den Jahren 1904, 1905 und 1906 reiste Otto Eduard Graf von Zedlitz und Trützschler nach Tunis. Zusammen mit Spatz und Alfred Blanchet (1872–1944) bereiste er gemeinsam Tunesien. Von Zedlitz’ Reisen dauerten von 19. Februar bis 28. März 1904, vom 7. März bis 15. Mai 1905 und vom 5. Januar bis 12. April 1906 also insgesamt 204 Tage. Seine Reisen konzentrierten sich insbesondere auf den Chott el Djeril. Im Frühjahr 1913 reiste er zusammen mit seinem alten Weggefährten durch Algerien. Beide erforschten hier insbesondere die Gebiete, die Walter Rothschild, 2. Baron Rothschild und Ernst Hartert noch nicht untersucht hatten.
Mit Hans Geyr von Schweppenburg war er vom 13. Dezember 1913 bis 14. Juni 1914 von Touggourt volle 6 Monate und 3000 Kilometer auf dem Rücken eines Dromedars zur Oase Ideles und zurück unterwegs. Geyr von Schweppenburg beschrieb die Reise 1917 in seinem Bericht Ins Land der Tuareg.
Als 1914 der Erste Weltkrieg ausbrach, wurde Spatz von diesem Ereignis in Algerien überrascht. Er musste ins Gefängnis und verlor dabei die gesamte Sammlung dieser Reise. In vier Jahren Kriegsgefangenschaft litt auch seine Gesundheit erheblich.
Zurück in Deutschland hielt es ihn nicht lange in seiner Heimat. So brach er zu Reisen u. a. nach Kreta, Tripolis, Mauretanien, den unteren Senegal sowie Rio de Oro auf. In der ersten Hälfte des Jahres 1925 sammelte Spatz auf Kreta. In der Zeit vom Februar bis Mai 1926 besuchte er mit dem Berliner Präparator Fritz Bock die spanische Kolonie Río de Oro. Von Februar bis Juli 1928 unternahm er mit Bock und seinem Sohn Richard eine Reise von Dakar aus über Saint-Louis in das Gebiet des Unterlaufs des Senegal-Flusses. Die Säugetier-, Vögel-, Reptilien- und Insektenausbeute dieser Reisen war für das Zoologische Museum der Universität Berlin bestimmt. Eine weitere Reise ins Innere der französischen Senegal-Kolonie war zumindest geplant.
Von seinen zahlreichen Reisen brachte Spatz viele Bilder und Beobachtungen mit, die er für zahlreiche Artikel in Tageszeitungen und Unterhaltungsblättern bzw. in diversen Vorträgen nutzte. Seine Vorträge waren sehr geschätzt und so sprach er mehr als 80-mal im Rundfunk. Er veröffentlichte einige wissenschaftliche Artikel, doch meist konzentrierte er sich auf das Sammeln im Auftrag von Museen und Privatsammlern.
Spatz verstarb im Auguste-Victoria-Krankenhaus in Berlin-Schöneberg.

## Mitgliedschaften
Paul Spatz war Gründungsmitglied der Deutschen Gesellschaft für Säugetierkunde. Bereits seit 1893 war er Mitglied der Deutschen Ornithologen-Gesellschaft.

## Dedikationsnamen
Anton Reichenow nannte 1895 zu seinen Ehren die Felsenhuhn-Unterart (Alectoris barbara spatzi), Hans Geyr von Schweppenburg 1916 eine Wüstenschwalben-Unterart (Ptyonoprogne obsoleta spatzi) und Erwin Stresemann 1926 die Afrikanische Straußen -Unterart (Struthio camelus spatzi). Letztere wird heute oft als Synonym für die Nominatform betrachtet. Ernst Ahl widmete ihm 1931 die Riedfröscheart Hyperolius spatzi. Mabuya perroteti spatzi Ahl, 1933 wird heute als Synonym zur Trachylepis-Art Trachylepis perrotetii (Duméril & Bibron, 1839) betrachtet.
Alcedo Spatzii Koenig, 1892 wird heute als Synonym für den Eisvogel (Alcedo atthis), Certhia brachydactyla spatzi Stresemann, 1926 als Synonym zur Nominatform des Gartenbaumläufers, Charadrius alexandrinus spatzi Neumann, 1929 als Synonym zur Nominatform des Seeregenpfeifers und Pratincola rubetra spatzi Erlanger als Synonym für die Nominatform des Braunkehlchens (Saxicola rubetra), betrachtet.

## Publikationen (Auswahl)
- Sammelreise nach Tunis. In: Ornithologische Monatsberichte. Band 1, Nr. 2, 1893, S. 36 (biodiversitylibrary.org).
- Biologische Ergebnisse aus Gabes und der Insel Gerba. In: Journal für Ornithologie (= 5). Band 2, Nr. 1, 1895, S. 110–111 (biodiversitylibrary.org).
- Notizen aus Tunis. In: Ornithologische Monatsberichte. Band 3, Nr. 4, 1895, S. 60–62 (biodiversitylibrary.org).
- Ueber Cursorius-Eier. In: Ornithologische Monatsberichte. Band 7, Nr. 5/6, 1899, S. 174–132 (biodiversitylibrary.org).
- Die Regentschaft Tunis, ein Handbuch für Touristen. C.A. Kaemmerer, Halle an der Saale 1903.
- Die Regentschaft Tunis, ein Handbuch für Touristen. 2. Auflage. Impr. Nouvelle, Tunis 1906.
- Einige Bemerkungen über nordafrikanische Tiere und über das Verhältnis der Eingeborenen zu ihnen. In: Sitzungsberichte der Gesellschaft Naturforschender Freunde zu Berlin. 1913, S. 362–364 (zobodat.at [PDF; 740 kB]).
- Beobachtungen am Fetzara-See in Algerien. In: Journal für Ornithologie. Band 62, Nr. 1, 1914, S. 166–167 (biodiversitylibrary.org).
- Meine Reise nach Rio de Oro. Reisebericht und Beobachtungen an Säugetieren. In: Zeitschrift für Säugetierkunde. Band 1, 1926, S. 23–28 (zobodat.at [PDF; 956 kB]).
- Über nordafrikanische Gazellen und Antilopen. In: Zeitschrift für Säugetierkunde. Band 2, 1927, S. 27–29 (zobodat.at [PDF; 472 kB]).